# 독일 배구 국가대표팀
독일 배구 국가대표팀(독일어: Deutsche Volleyballnationalmannschaft)은 독일을 대표하여 국가대항전에 참가하는 배구 국가대표팀으로 독일 배구 연맹에 의해 운영된다.